# Forsteronia spicata
Forsteronia spicata là một loài thực vật có hoa trong họ La bố ma. Loài này được (Jacq.) G.Mey. mô tả khoa học đầu tiên năm 1818.